# オランダの医療

OECD各国の一人あたり保健支出（青は公的、赤は私的）

オランダの医療（オランダのいりょう）では社会保険モデルによるユニバーサルヘルスケア制度が存在し、医療保険と介護保険で別制度となっており、医療保険は民間企業が引受人となっている。
医療制度は保険者と医療機関の間で管理競争政策を採っている。ある研究では、オランダの医療制度は米国・オーストラリア・カナダ・ドイツ・ニュージーランドらと比較して最も優れているとされ、ほかの研究では、オランダの医療制度は他の西洋諸国と比べて非常に効率的だが費用効果の面ではそうではないと評されている。WHOによる2000年の評価では、オランダは効率性で世界17位であった
日本の江戸時代にはオランダより蘭学として医学がもたらされ、「メス」「ピンセット」などのオランダ語が医療分野に普及した。

## 医療制度

OECD各国の種類別医療支出財源。
水色は一般歳出、紫は社会保険、赤は自己負担、橙は民間保険、緑はその他

オランダの一次医療は、総合診療医(GP)に相当する家庭医（huisartsen）が担っており、GPは約9000人存在する（半数が個人開業、半数は勤務医）。一次医療によって紹介を受けた者のみが二次・三次医療へのアクセスを許可される。
オランダの医療保険は二本立てであり、全ての一次的な日帰り医療（家庭医・病院・診療所）は法定の民間保険への強制保険となっている。一方で、老人長期医療・末期医療・長期精神医療は税金を原資とした社会保険AWBZ制度で賄われる（強制保険）。
(c.1) 特別医療費保険（介護保険、長期入院や車椅子障害者など）
AWBZ法（蘭: Algemene Wet Bijzondere Ziektekosten, 英: General Law on Exceptional Healthcare Costs、1968年施行）に基づく国営強制保険でカバーされる。国の医療費のうち27％がAWBZの対象であった（2009年）。
(c.2) 短期医療保険
民間医療保険会社への強制保険制度となっており、保険会社は規定された保険治療パッケージを提供する義務がある。
(c.3) 補完保険市場
任意加入。
オランダの医療費支出は、c1およびc2の保険が41%を占めており、加えて健康保険税(14%)、患者自己負担(9%)、オプションの任意保険(4%)、その他の原資(4%)となっている。低所得者に対しては、収入とリンクした補助金支給、収入に応じた労使折半率調整などの補助がある。
保険制度の特徴は、個人の健康状態や年齢によって個別差をつけないことである。保険者間のリスク分布は、共通のリスク調整基金にて平準化されている（リスク構造調整）。
短期医療の原資は、50％が雇用主、45％が本人保険料、5％が国庫負担、1％が自己負担である。また18歳以下の子供は無料である。低所得者への補助金は保険者より支払われる。保険料は月に約100ユーロ（2012年には150ユーロ）ほどで、保険者らで5％前後の競争がある。また最低自己負担金制度が存在し、年間155ユーロ以下(2009年)は保険払戻を受けられず自己負担となる。
オランダでは政府による医療計画は2006年以降行われておらず、民間の自由競争となった。医療機関の開設許認可制も撤廃された。

## 歴史
1941年から2006年の間、短期的医療制度は公営と民間で並立していた。公的保険制度は非営利の健康基金によって運営され、その原資は直接賃金より所得税と同様天引きされた。誰もが公的保険制度で定められた品質の低いサービスを受けていたため、水準以上の所得がある者は、代わりに民間保険に加入しなければならなかった。2006年からはオランダの公的医療は二本立ての原資で賄われるようになった。

## 医療保険

OECD各国の民間医療保険種別。
橙は基礎的、水色は自己負担部の補償、緑はオプション的、紫はそれらの重複。

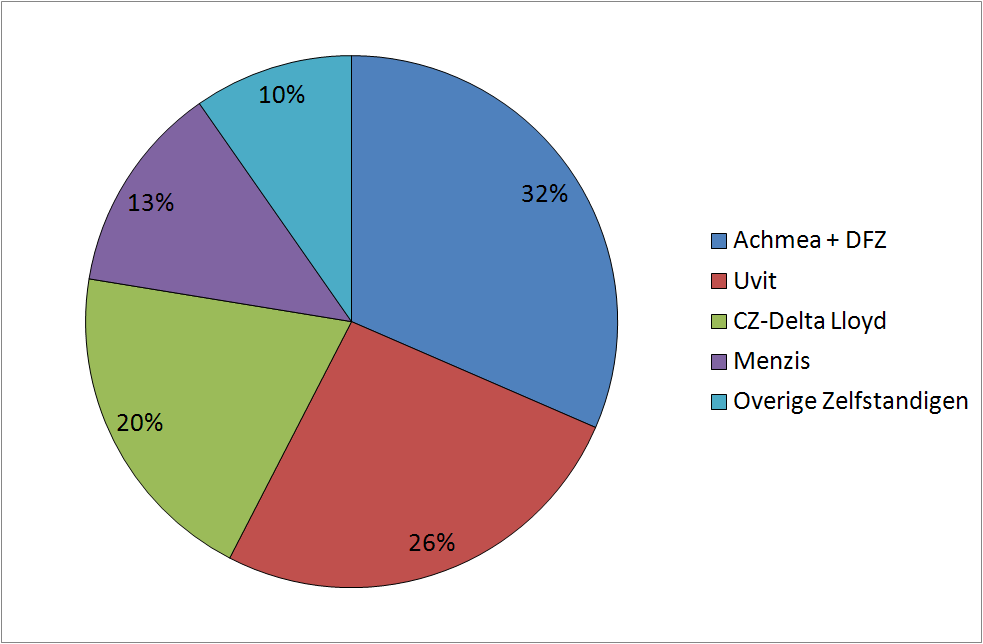
2009年の医療保険会社シェア

オランダの短期医療保険は強制保険であり、その原資は50%が給与税（蘭: loonbelasting, 英: payroll taxes）であり雇用主がオランダ医療保険委員会(CVZ)の基金に拠出する。また国はCVZに対して5％を拠出し、被保険者は残りの45％を保険料として保険者へに支払う。保険者はCVZより加入者のリスクに応じたリスク構造調整金を受けとる。
保険者は、一般的な短期日帰り医療をカバーする普遍的保険パッケージ（処方薬費用全額を含む）を提供する義務がある。これを保険者は定額で万人に提供しなければならず、その給付内容は年齢・健康状態に関係なく同一でなければならない。オランダにおいては保険者が保険引受を拒否したり、特定状態を強いる（排除・控除・追加負担・医師による治療の拒否）ことは違法である。
標準の医療保険料は、成人一人で月額100ユーロほどである。支払いが困難なミーンズテスト該当者は政府の支援が受けられる。18歳以下の子供は追加費用なしで保険に加入でき、その費用は政府がCVZを通して保険者に支給する。また、一部の雇用者は保険者と集団交渉し、追加拠出を行って歯科治療などの追加サービスを受けている。
CVZは加入者からのクレームを受ける役割もあり、CVZが受け取る保険加入者からのクレームを定期的に公表している。これによって割高な保険者は割安な保険者よりも、CVZにクレームが多く寄せられることになる。よって保険者にはコストのかかる個人を保険に加入させるインセンティブがなく、加入者が基準値以上の受給を受けると赤字になってしまう。この基準値は、推定コストよりも上に設定されている。保険者は原資の45％の部分について互いに価格競争を行っており、安価かつ高品質な医療を求めて医療機関らと交渉する。
また競争法が存在し、独占的地位の乱用、消費者利益を損なうカルテル締結が行われないよう監査されている。保険業規制によって、基本的指針については平等なカバールールが実現されており、選んだ保険者によって医学的に不利な扱いを受けることはない。
オランダの病院の多くは民間運営かつ非営利であり、保険者によって運営されている。
多くの保険パッケージでは、患者はどの医療機関で治療を受けるかを選択できる。政府は患者の選択を助ける情報提供を行っており (Zichtbare Zorg)、医療提供者のパフォーマンスを情報公開している (kiesBeter)。保険者に不満を持つ患者は他の保険者に乗り換えることができる。